# Économie d'endettement

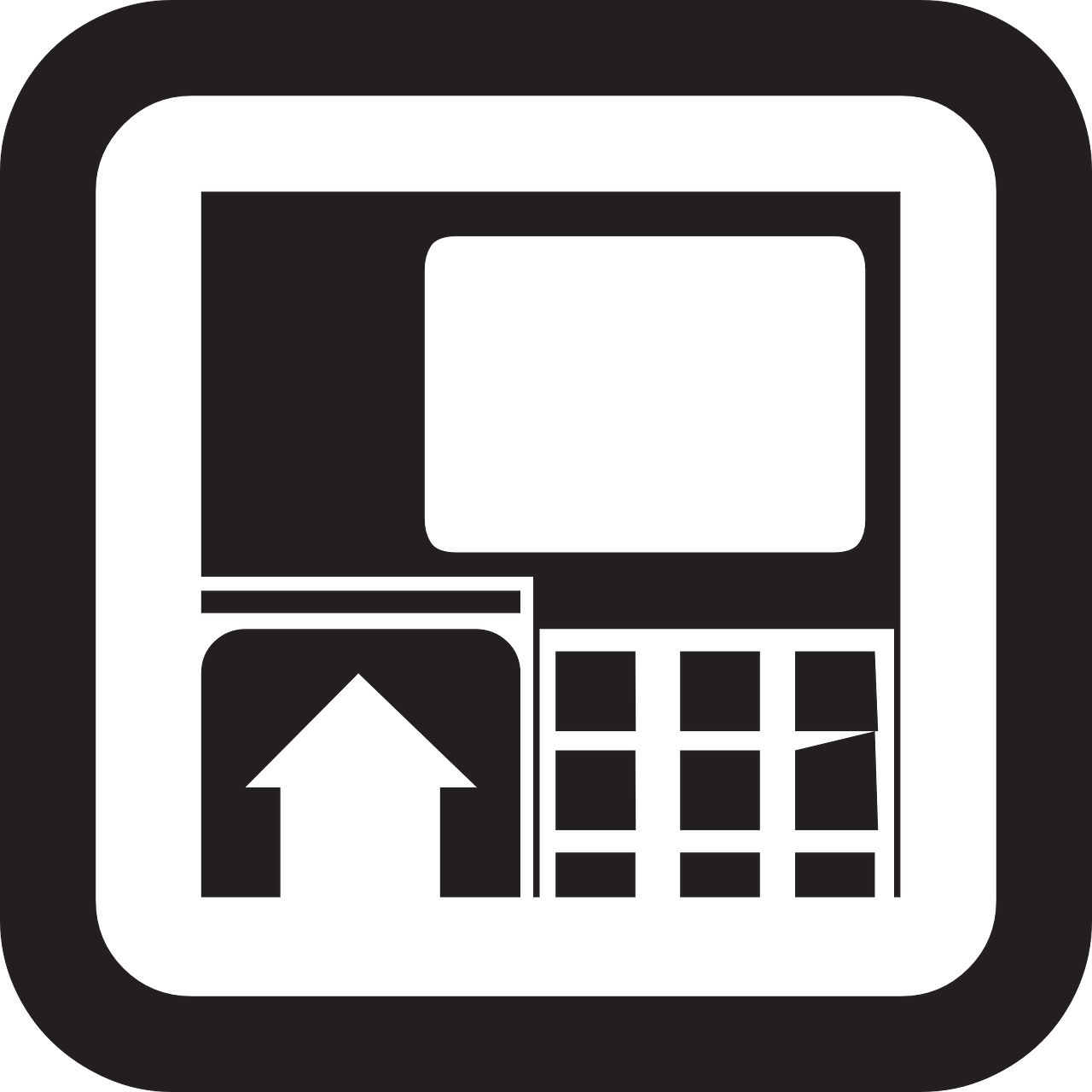
Dans une économie d'endettement, les agents dépendent des crédits bancaires pour satisfaire leurs besoins de financement.

Une économie d'endettement est un système économique dont le financement de l'activité économique est assuré par les banques et non par les marchés de capitaux. Ces derniers y sont étroits et cloisonnés, et c'est au crédit bancaire que revient le rôle de financer les entreprises et donc croissance économique.    
Les économies européennes étaient des économies d'endettement avant que les marchés financiers ne disposent des volumes de capitaux nécessaires au financement de l'économie à partir des années 1980. L'Europe répond aujourd'hui encore plus à la définition d'une économie d'endettement qu'à celle d'une économie financiarisée comme c'est le cas des États-Unis.    

## Concept

### Origines
La distinction entre les systèmes financiers qualifiés d'économie de marché financier et ceux qualifiés d'économie d'endettement (overdraft economy) est introduite en 1974 par John Hicks. En France, ce concept est introduit par des travaux de la Banque de France et de l'Insee, notamment de Louis Lévy-Garboua (1978) et Gérard Maarek (1978).

### Principe
Une économie nécessite des capitaux afin d'assurer le financement des entreprises. La forme traditionnelle de financement d'une économie repose sur le crédit bancaire, à savoir que la banque joue un rôle moteur dans l'économie en octroyant des crédits. Par ses décisions de création de crédit, la banque agit comme un filtre en sélectionnant les projets qui paraissent les plus rémunérateurs. Une économie d'endettement relève de ce type d'économie, où la dette (le prêt) joue le rôle moteur du financement économique. 
Le circuit de financement d'une économie d'endettement est caractérisé par une inflation élevée du fait de la création de crédits sur laquelle elle repose. Lorsque la banque commerciale accorde un crédit, elle émet de la monnaie, ce qui fait gonfler la masse monétaire du pays. Cela, et l'augmentation des volumes de capitaux disponibles sur les marchés financiers, ont conduit les économies développées à plus se reposer sur les ressources de ces marchés afin de fournir les entreprises en investissements.
L'économie d'endettement s'oppose à économie de marché financier, qui est l'économie qui repose sur des fonds prêtables captés sur les marchés financiers. Ce type d'économie, prédominant dans les pays anglo-saxons, a progressivement conquis les pays européens.
Le concept ne doit pas être confondu avec celui d'économie endettée, qui désigne un système économique dont la dette est anormalement élevée.

### Limites
La mobilisation du crédit bancaire afin de financer les activités des entreprises a conduit, dans les années 1970 et 1980, à un surendettement privé. Le taux d'autofinancement des entreprises est très bas au début des années 1980 (entre 50 et 60% en France), et la charge de la dette limite leurs investissements.
La portée conceptuelle de l'économie d'endettement est parfois critiquée. Nicholas Kaldor remarque que le système économique des pays développés est non pas uniquement une économie de marché financier, mais une économie mixte, où les entreprises peuvent à la fois se financer sur les marchés financiers, et auprès des banques commerciales. Les entreprises non cotées en bourse, elles, n'ont toujours qu'accès au crédit bancaire.

## Histoire

### Aux États-Unis
Les États-Unis connaissent une économie d'endettement au XIXe siècle et dans la première moitié du XXe siècle. Dans les années 1920, l'endettement était le principal moyen de financement de l'activité économique ; 15% des ventes aux États-Unis en 1925 se font à crédit. Les marchés de capitaux se développent cependant plus rapidement qu'en Europe. Cela est dû à la conjonction de caractéristiques américaines : un système juridique plus protecteur des actionnaires, l'interdiction des grandes banques universelles du fait du Glass-Steagall Act, le système de retraite par capitalisation, et le nombre plus élevé de PME en Europe. 

### En France
La France demeure un pays d'endettement, malgré une part croissante des marchés financiers dans le financement des entreprises. L'économie française est, historiquement, restée une économie bancaire pendant plusieurs décennies après la Seconde Guerre mondiale et notamment pendant les Trente Glorieuses. Le circuit du Trésor servait alors à financer le déficit public en captant l'épargne des ménages, ce qui est typique des économies d'endettement, où l’État s'endette peu auprès des marchés financiers. 
Les réformes menées dans les années 1980 par Pierre Bérégovoy et par Édouard Balladur ont conduit à libéraliser et approfondir les marchés financiers français et à sortir la France d'un modèle d'économie d'endettement strict pour la transformer en une économie à la fois d'endettement et financière.

## Sources
1. ↑  Philippe Deubel, Dictionnaire d'analyse économique et historique des sociétés contemporaines, Paris, Pearson Education France, 2009, 424 p. (ISBN 978-2-7440-7346-5), p. 184
2. ↑  (en) John Hicks, « Capital Controversies: Ancient and Modern », American Economic Review,‎ 1974
3. 1 2 3  Françoise Renversez, « De l'économie d'endettement à l'économie des marchés financiers », La Découverte,‎ 2008, p. 54 à 64 (ISSN 1956-7413)
4. ↑  Marie Delaplace, Monnaie et financement de l'économie : Cours, Paris, Dunod, 2013, 307 p. (ISBN 978-2-10-058748-3), p. 269
5. ↑  Marc Montoussé, Sciences économiques et sociales, 1re ES, Editions Bréal, 2005, 351 p. (ISBN 978-2-7495-0546-6, lire en ligne)
6. 1 2  Yoann Brun, Lou Dumez, Matthias Knol et Fabrice Tricou, Monnaie et financement de l'économie, dl 2019 (ISBN 978-2-35030-634-6 et 2-35030-634-8, OCLC 1134989408, lire en ligne)
7. ↑  Michel Develle, « « L'économie d'endettement et sa prévisible évolution » », Revue d'économie industrielle, vol. 35, no 1,‎ 1986, p. 48–61 (DOI 10.3406/rei.1986.1217, lire en ligne, consulté le 28 novembre 2020)
8. ↑  Marc Montoussé et Dominique Chamblay, 100 fiches pour comprendre les sciences économiques, Editions Bréal, 2005, 237 p. (ISBN 978-2-7495-0499-5, lire en ligne)
9. ↑  Alain Beitone, Analyse économique et historique des sociétés contemporaines, Armand Colin, 15 septembre 2010, 638 p. (ISBN 978-2-200-25733-0, lire en ligne)
10. ↑  Bertrand Affilé et Christian Gentil, Les grandes questions de l'économie contemporaine, Paris, Editions l'Etudiant, 2007, 167 p. (ISBN 978-2-84624-767-2, lire en ligne)
11. ↑  Grégory Claeys, « Quelle place pour les marchés financiers en Europe ? », Revue d'économie financière, vol. 123, no 3,‎ 2016, p. 125 (ISSN 0987-3368 et 1777-5744, DOI 10.3917/ecofi.123.0125, lire en ligne, consulté le 11 septembre 2021)
12. ↑  Marc Montoussé, Économie monétaire et financière, Editions Bréal, 2006 (ISBN 978-2-7495-0611-1, lire en ligne)
13. ↑  Françoise Renversez, « De l'économie d'endettement à l'économie de marchés financiers: », Regards croisés sur l'économie, vol. n° 3, no 1,‎ 15 mars 2008, p. 54–64 (ISSN 1956-7413, DOI 10.3917/rce.003.0054, lire en ligne, consulté le 23 mars 2023)